# Joseph Ravanel
Pour les articles homonymes, voir Ravanel.
Joseph Ravanel, né le 8 février 1869 près d'Argentière et mort le 27 novembre 1931, est un guide de haute montagne de Chamonix-Mont-Blanc et gardien de refuge, surnommé  « le Rouge », en raison de sa chevelure rousse.

## Biographie
Joseph Ravanel, né le 8 février 1869 près d'Argentière, est l'aîné d'une famille de neuf enfants, ses parents étant agriculteurs. Adolescent, il aide aux travaux des champs dans l'exploitation familiale. Dans sa famille, Joseph et trois frères cadets Jean (1873-1913), Camille et Alfred puis son fils Arthur (1901-1947) exerceront plus tard le métier de guide.
Outre ses occupations agricoles, Joseph travaille comme porteur par les touristes et les alpinistes de passage. Il se fait ainsi engager par Émile Fontaine, alpiniste français capable de rivaliser avec ses homologues anglais. Jusqu'en 1903, Jean et Joseph Ravanel font habituellement cordée commune, s'associant à Émile Fontaine,  pour réaliser de nombreuses premières dans le massif du Mont-Blanc. Par la suite, Joseph Ravanel a également conduit d'autres clients en montagne entre autres Albert Ier de Belgique (en 1921), le peintre Edgard Bouillette, Robert O'Gorman et le photographe Gaston Liégeard.
La plupart de ses ascensions les plus remarquables se situent entre 1899 et 1911. Elles ont en général pour cadre le massif du Mont-Blanc et souvent pour faire avec ses clients des premières ascensions dans les aiguilles de Chamonix. Très pieux, il a fait monter une statue de la Vierge au sommet des Drus (avec trois compagnons et un prêtre) et au sommet de l'aiguille du Grépon dont il a fait 57 fois l'ascension.
À la fin de sa vie, il assure avec sa femme la garde du refuge du Couvercle. À l'automne 1931, il meurt en quelques jours d'une affection pulmonaire. Il ne voit pas la fin des travaux du Couvercle. Pour son enterrement au cimetière de Chamonix, la foule se réunit en nombre.

## Principales ascensions
- 1900 - Seconde ascension par la face nord de la Dent du Géant avec Émile Fontaine et le guide Joseph Simond, qui fut tué par la foudre à la descente, le 27 juillet[3]
- 1901 - Première au versant Sud-Ouest de l'Aiguille de Blaitière avec Émile Fontaine, le 26 juin[4]
- 1901 - Première de l'aiguille du Fou avec Émile Fontaine, le 16 juillet[4]
- 1901 - Première traversée du petit Dru au Grand Dru sans aide extérieure, avec Émile Fontaine et  Jean Ravanel, en passant par la face nord, le 23 août[5]
- 1902 - Première de l’arête Sans-Nom à l'aiguille Verte avec Joseph Demarchi, R.W Broadrick et A.E. Field, le 24 août[4]
- 1902 - Première de l'aiguille de l'Amône avec Émile Fontaine, le 28 juin[6]
- 1902 - Voie Fontaine à l'arête Nord-Est de l'aiguille des Petits Charmoz avec Émile Fontaine et Jean Ravanel, le 30 juillet[4]
- 1902 - Première de l'aiguille Ravanel avec Émile Fontaine et Léon Tournier, le 22 août[4]
- 1903 - Première traversée Chamonix-Zermatt à ski, avec le docteur Michel Payot, Joseph Couttet et Alfred Simond, du 16 au 22 janvier[7]
- 1903 - Première de l'aiguille Mummery avec Émile Fontaine et Léon Tournier, le 16 juillet[4]
- 1903 - Première traversée directe du petit au grand Dru, en utilisant le passage actuel  dit du Z avec Étienne Giraud et le guide  Armand Comte, le 7 août[8]
- 1904 - Première descente à ski du mont Buet sur Vallorcine, le 8 janvier
- 1904 - Première de la dent du Crocodile avec Émile Fontaine et E. Charlet, le 31 mai[4]
- 1904 - Première de la pointe de Pré de Bar avec Émile Fontaine et Jean Ravanel, le 17 juin[4]
- 1904 - Première de l'aiguille du Jardin avec Émile Fontaine et Léon Tournier, le 1er août[9]
- 1905 - Première de l'aiguille des Pélerins avec A. Brun, R. O'Gorman et E. Charlet, le 9 juillet[4]
- 1905 - Première traversée des Droites dans le sens Est-Ouest avec Émile Fontaine et Léon Tournier, le 15 août[4]
- 1906 - Première de l'aiguille du Peigne avec Gaston Liégeard, Robert O'Gorman et J. Couttet, le 23 juillet[4]
- 1925 - Première ascension de la face nord de la dent d'Oche dans le Chablais avec François Jacquier et les guides Arthur et Camille Ravanel, le 6 juin

## Hommage

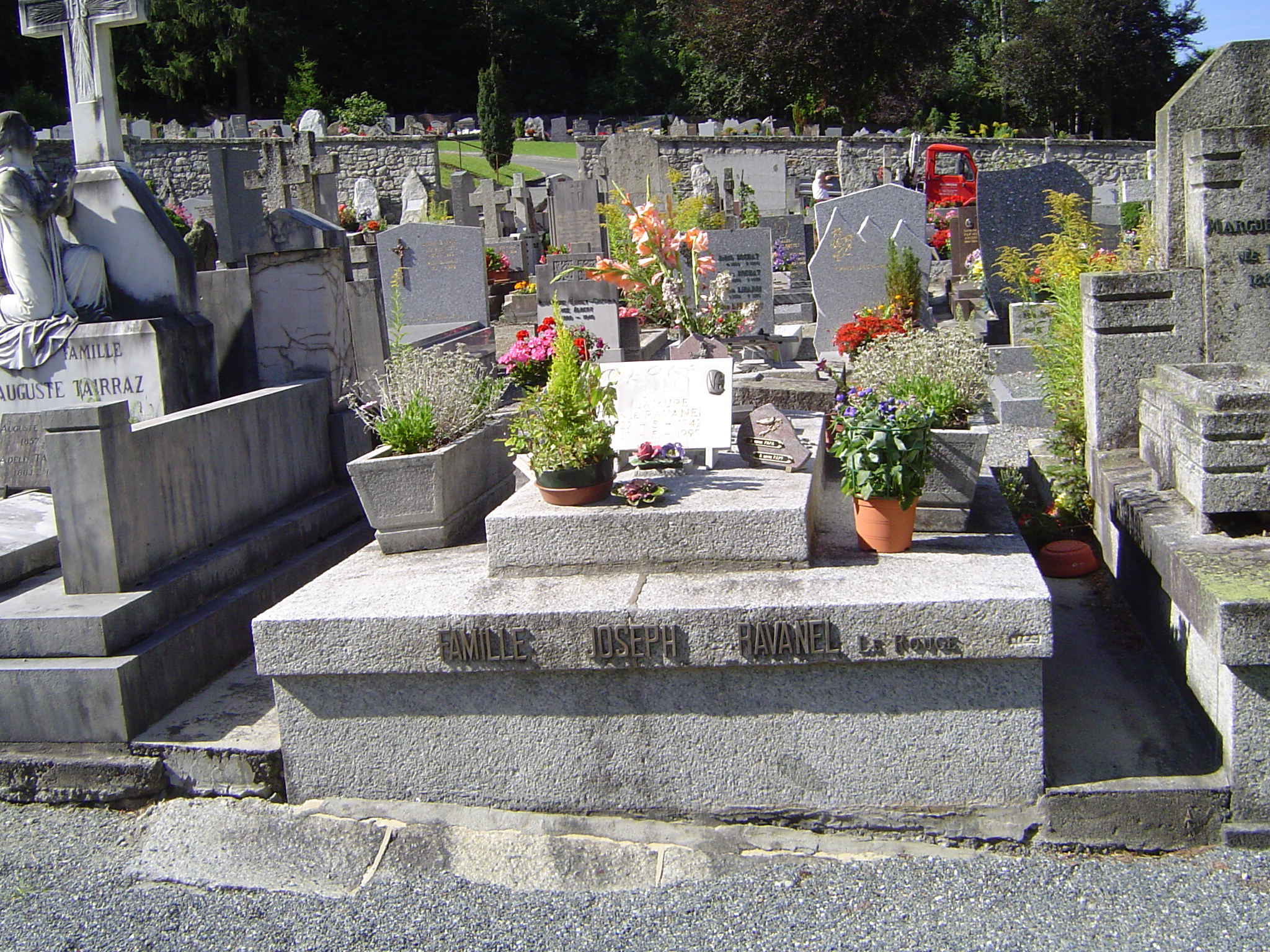
La tombe de Joseph Ravanel Le Rouge au cimetière de Chamonix-Mont-Blanc.

Il apparaît, rebaptisé « Joseph Ravanat », dans le roman Premier de cordée de Roger Frison-Roche (le 1er septembre 1925, Ravanel avait choisi Frison-Roche comme porteur pour l'ascension du mont Blanc).
Un des sommets du massif du Mont-Blanc, culminant à 3 696 mètres, porte le nom d'« aiguille Ravanel ».
Une des voies les plus importantes de la ville de Chamonix-Mont-Blanc porte le nom d'« avenue Ravanel-le-Rouge », dans le prolongement de la « rue du docteur Paccard ».
Une voie d'escalade de la face nord de la Dent d'Oche, La Ravanel, porte son nom.